# Elaphropoda
Elaphropoda is een geslacht van vliesvleugelige insecten uit de familie bijen en hommels (Apidae)

## Soorten
- E. bembidion Lieftinck, 1966
- E. erratica (Lieftinck, 1944)
- E. impatiens (Lieftinck, 1944)
- E. khasiana (Schulz, 1906)
- E. magrettii (Bingham, 1897)
- E. nigrotarsa Wu, 1979
- E. nuda (Radoszkowski, 1882)
- E. percarinata (Cockerell, 1930)
- E. pulcherrima Wu, 1985
- E. taiwanica Wu, 2000
- E. tienmushanensis Wu, 1979